# Argyreia nervosa
Argyreia nervosa (no confundir con Merremia tuberosa) es una liana trepadora, también conocida como rosa lisérgica, camilla de elefante y, en inglés, hawaiian baby woodrose.

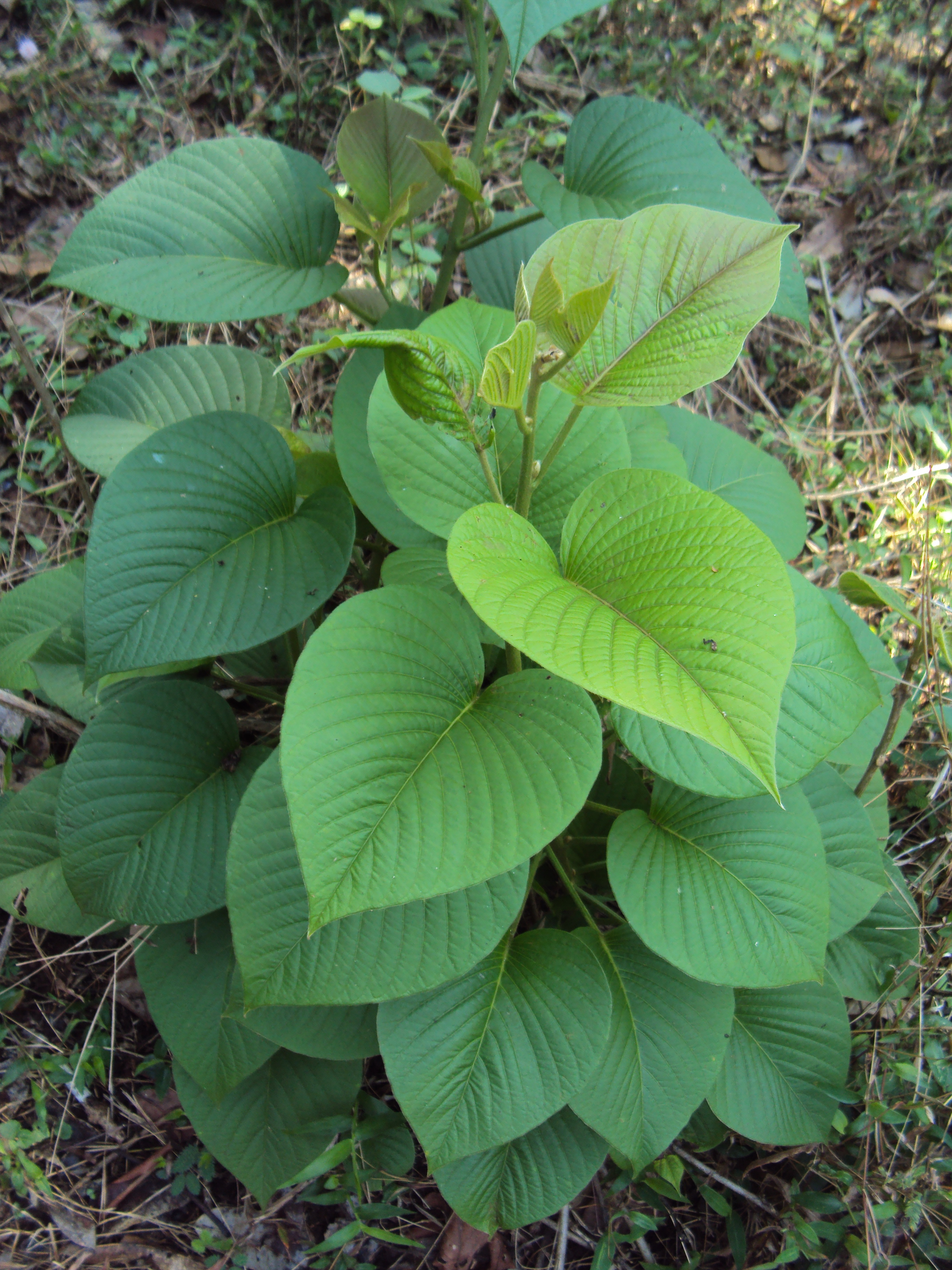
Vista de la planta

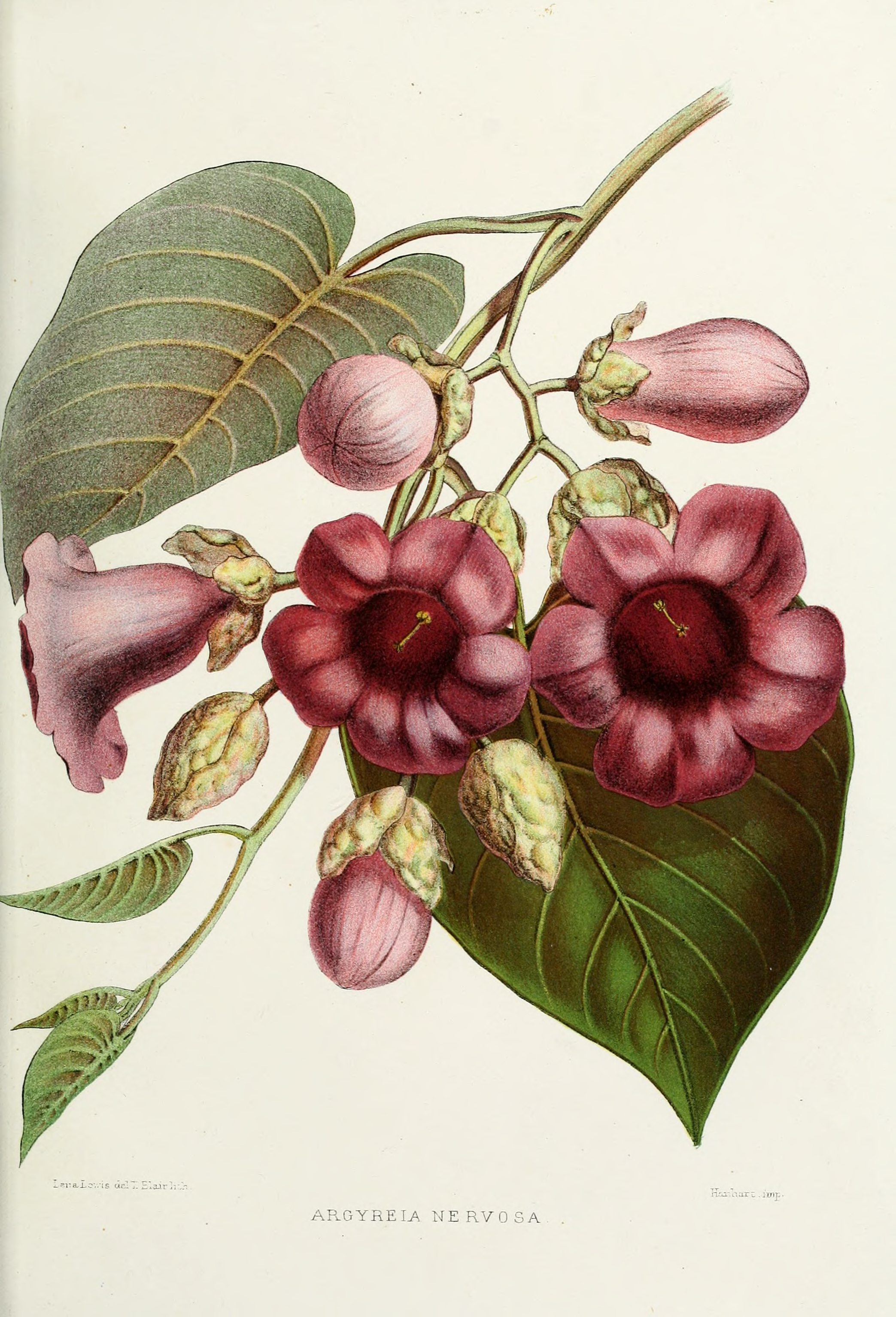
Ilustración

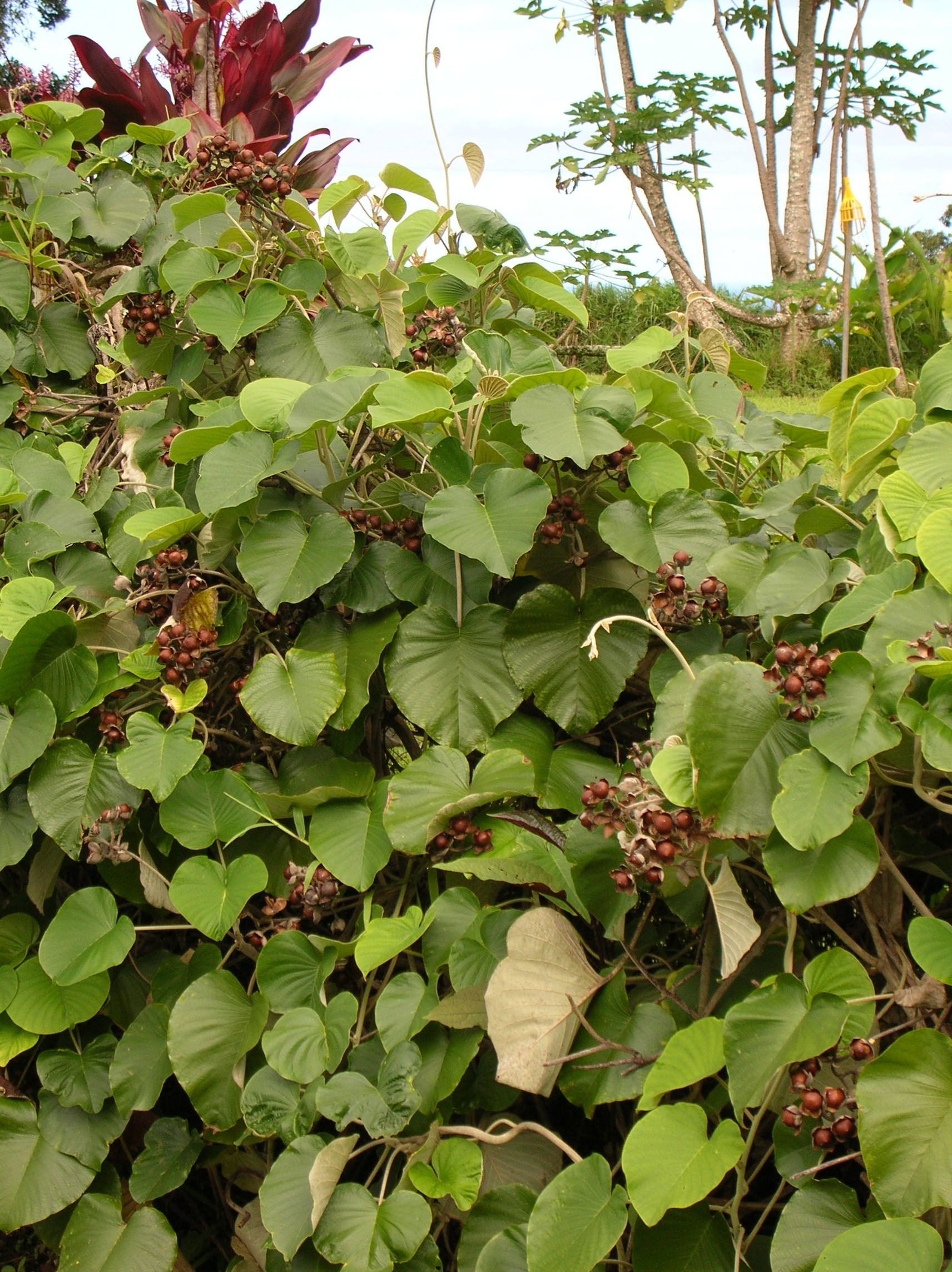
Vista de la planta

## Hábitat
Es natural del subcontinente indio e introducida en numerosas áreas por todo el mundo, incluyendo Hawái, África y el Caribe. Puede ser invasora, aunque a menudo sea apreciada por su valor estético

## Historia
Es una planta rara, cuyas propiedades enteógenas han sido descubiertas recientemente por no-hawaianos. Mientras sus primos en la familia Convolvulaceae, como Rivea corymbosa (ololiuhqui) y rivea tricolor ipomoea (tlitliltzin), estuvieron presentes en los rituales chamánicos de América Latina durante siglos, esta especie tradicionalmente no fue reconocida como un alucinógeno. Sus propiedades primero fueron reconocidas en los años 1960s, a pesar del hecho que la composición química de sus semillas es casi idéntica a aquellos de las dos especies mencionadas anteriormente, y las semillas contienen la concentración más alta de compuestos psicoactivos de toda la familia.
Se usaba tradicionalmente en India donde, por lo general, empleaban las hojas y las raíces de la planta, que no son psicoactivas, como antiséptico y medicina antiinflamatoria.
Las propiedades psicodélicas de las semillas se hicieron conocidas principalmente por su empleo en Hawái, Haití y Puerto Rico, donde los miembros empobrecidos de la población consumían las semillas, buscando un zumbido barato como una alternativa al alcohol. Una muestra llegó a Albert Hofmann, el creador del LSD, quien confirmó los efectos y analizó su composición química. Todavía es usado por algunos hawaianos.

## Uso psicotrópico
Las semillas de la planta contienen el alcaloide LSA (ergina), que es un análogo químico del LSD, a veces son usadas como psicodélico legal y fácil de conseguir, aunque la legalidad de consumir las semillas sea ambigua en algunas jurisdicciones.

## Efectos secundarios
Por lo general es acompañada con la incomodidad gástrica, incluyendo la náusea severa y la flatulencia. Otro efecto secundario después de los efectos de estas semillas es la fotosensibilidad, y las habilidades motoras perjudicadas.
A menudo se recomienda el retiro de la capa externa de las semillas para reducir tales efectos, aunque no parezca haber ningún acuerdo general en cuanto a la eficacia de estas prácticas y se ha sugerido que puede no ser cierto. Como la LSD, la LSA puede causar contracciones uterinas, que pueden conducir al aborto si las semillas son consumidas en fase de embarazo.

## Variantes
Las semillas originales indias, así como las semillas de Ghana tienen niveles bajos de LSA, pero concentraciones más altas de otros alcaloides del cornezuelo (peligroso). Estos extractos son según se informa menos potentes, en términos de alucinaciones visuales. Muchos usuarios de Ghana e indios relatan un estado parecido al de un narcótico después de la ingestión de las semillas hawaianas, muchas veces no teniendo ninguna alucinación visual en absoluto. Además, una dosis de semillas de la variedad Hawaiana está en la orden de 1 g contra los 2 g o 3 g necesarios de semillas indias o de Ghana respectivamente. Las semillas hawaianas e indias son típicamente caracterizadas por una capa costrosa similar a un coco, la semilla hawaiana es típicamente de un color marrón más oscuro. La semilla de Ghana, aunque una forma similar, es más lisa y carece de la capa costrosa.

## Germinación
Una mella leve debería ser hecha lejos del ojo de germen. Después de que esto se complete se recomienda remojar las semillas en el agua durante aproximadamente 24 h, o al menos de la noche a la mañana. De ser escarificado correctamente se elevará el porcentaje de germinación de las semillas.
Algunas personas colocan aproximadamente entre 2 y 4 cm en un suelo rico con un drenaje bueno. Es muy importante durante las primeras etapas de crecimiento el mantener el suelo húmedo, aunque no completamente mojado, ya que la saturación causa la putrefacción de la raíz (se recomienda rebozar la semilla en fungicida en polvo). Es importante mantener la luz solar máxima posible durante las etapas iniciales. Cuando las hojas reciban demasiada luz comenzarán a tener aspecto de marchitamiento, esto también se debe a la carencia de agua.
En el primer y segundo año de cultivo, esta planta se pone muy espesa. Después de que esto, algunas hojas caerán y la planta se convertirá en una vid. La vid crece hasta 10 m de longitud. Si el agua no es constante, estas vides morirán antes de alcanzar este punto y habrá que volver a comenzar. La vid se secará hasta el nudo más cercano en este punto.
Un cubo de 15 L es conveniente para plantar 2 plantas sanas. El sistema masivo de raíces de esta planta puede hacer que las plantas enreden sus raíces dentro del primer año más o menos. 
La planta puede comenzar a echar flores tan pronto como llegue su segundo año de vida. Para que esto ocurra, debe regarse suficiente y el espacio adecuado para que las raíces crezcan; Si no se cumple esta norma los primeros signos de florecimiento pueden subir a 5 años.
Las semillas serán encontradas en las vainas de las flores secadas. Estas no pueden ser cosechadas hasta que estén completamente secas.

## Taxonomía
Argyreia nervosa fue descrita por (Burm.f.) Bojer y publicado en Hortus Mauritianus 224. 1837.
Sinonimia
- Argyreia speciosa (L. f.) Sweet
- Convolvulus nervosus Burm. f.
- Convolvulus speciosus L. f.
- Ipomoea speciosa (L. f.) Pers.
- Lettsomia nervosa (Burm. f.) Roxb.
- Rivea nervosa (Burm. f.) Hallier f.[2]